# Calliopsis mourei
Calliopsis mourei är en biart som beskrevs av Shinn 1967. Calliopsis mourei ingår i släktet Calliopsis och familjen grävbin. Inga underarter finns listade.